# Monófora

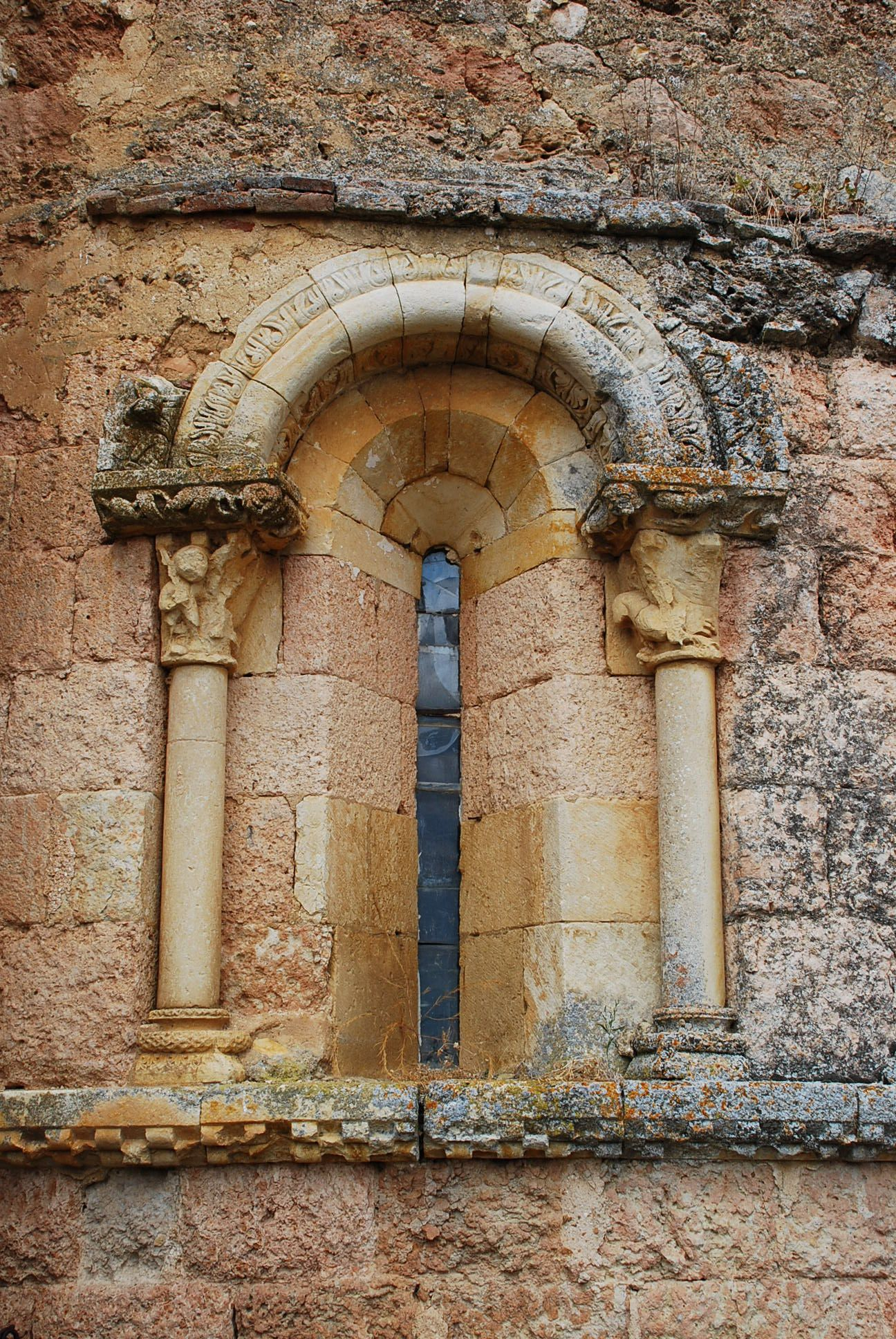
Monófora románica en la Iglesia de Nuestra Señora de la Natividad en Páramo de Boedo, (Palencia), España.

Una monófora (del griego μόνος, "único", del latín foramen, "abertura, acceso" y del italiano foro, "abertura") es un tipo particular de ventana que sólo tiene una abertura, generalmente estrecha y coronada por un arco.
Es un término técnico de arquitectura que fue acuñado para un determinado tipo de ventana, en particular, durante los períodos del románico, gótico y renacentista y también durante el eclecticismo del siglo XIX. En otro caso, se puede hablar de ventana arqueada de vano único.
Las ventanas de las iglesias románicas, con sus arcos de medio punto, eran en su mayor parte pequeñas y con bordes abocinados.